# Арпан
Арпан (фр. arpent; лат. arvus — поле і лат. pendere — зважувати, визначати) — старофранцузька міра довжини або площі, використовувалась до введення метричної системи. Існувало багато локальних варіацій однієї і тієї ж величини. 
Міри довжини:
- У Північній Америці 1 арпан = 180 французьких футів = приблизно 192 англійських фути = приблизно 58,47 м
- У Парижі 1 арпан = 220 французьких футів = 234 англійських фути = приблизно 71,46 м

Міри площі:
- В Америці у різних штатах значення арпана визначається від 0,84625[2] до 0.8507[3] акра (трохи більше 0,34 га).
- У Франції арпан визначає приблизно 5107 м².